# Rallye Portugal 1977
Die 11. Rallye Portugal war der 3. Lauf zur Rallye-Weltmeisterschaft 1977. Sie fand vom 1. bis zum 6. März in der Region von Estoril statt. Von den 46 geplanten Wertungsprüfungen wurde eine abgesagt.

## Klassifikationen

### Endergebnis
| Rang | Fahrer                 | Co-Pilot             | Auto                   | Zeit (Std./Min./Sek.) | Rückstand Sieger (Min./Sek.) Rückstand V (Min./Sek.) |
| ---- | ---------------------- | -------------------- | ---------------------- | --------------------- | ---------------------------------------------------- |
| 1    | Markku Alén            | Ilkka Kivimäki       | Fiat 131 Abarth        | 6:51:47               | 00:00                                                |
|      | Björn Waldegård        | Hans Thorszelius     | Ford Escort RS1800     | 6:55:43               | 03:56                                                |
| 3    | Ove Andersson          | Henry Liddon         | Toyota Celica 2000GT   | 6:56:08               | 04:21 00:25                                          |
| 4    | Jean-Claude Andruet    | Christian Delferrier | Fiat 131 Abarth        | 7:06:34               | 14:47 10:26                                          |
| 5    | Maurizio Verini        | Ninni Russo          | Fiat 131 Abarth        | 7:07:00               | 15:13 00:26                                          |
| 6    | Manuel Queirós Pereira | Miguel Vilar         | Opel Kadett GT/E       | 7:28:55               | 37:08 21:55                                          |
| 7    | Franz Wittmann         | Kurt Nestinger       | Opel Kadett GT/E       | 7:38:27               | 46:40 09:32                                          |
| 8    | Giovanni Salvi         | Pedro de Almeida     | Ford Escort RS2000 MKI | 7:44:32               | 52:45 06:05                                          |
| 9    | Américo Nunes          | Mira Amaral          | Porsche 911            | 7:46:36               | 54:49 02:04                                          |
| 10   | Klaus Russling         | Klaus Krammer        | Opel Kadett GT/E       | 7:46:43               | 54:56 00:07                                          |

Insgesamt wurden 27 von 103 gemeldeten Fahrzeuge klassiert:

### Herstellerwertung
| Pos. | Team   | Punkte |
| ---- | ------ | ------ |
| 1    | Fiat   | 48     |
| 2    | Opel   | 39     |
| 3    | Ford   | 30     |
| 4    | Toyota | 24     |
| 5    | Lancia | 18     |

Die Fahrer-Weltmeisterschaft wurde erst ab 1979 ausgeschrieben.